# USS Pinckney (DDG-91)

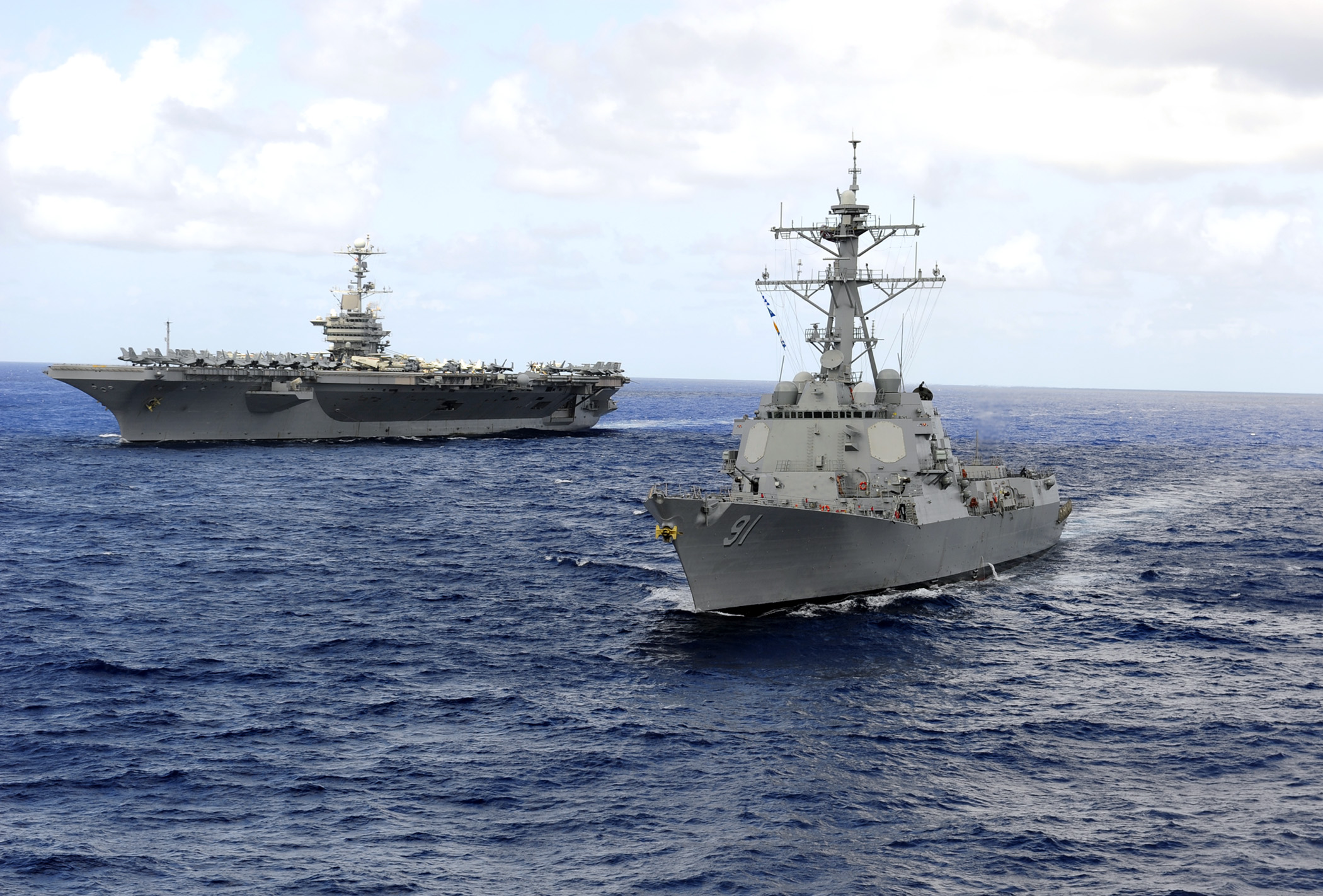
O Pinckney navegando pelo Oceano Pacífico ao lado do porta-aviões USS John C. Stennis em 2011.

O USS Pinckney é um destroyer da classe Arleigh Burke pertencente a Marinha de Guerra dos Estados Unidos. Ele recebeu este nome em honra ao cozinheiro William Pinckney (1915–1975), que recebeu uma medalha Navy Cross por ter resgatado um colega marinheiro a bordo do Enterprise (CV-6) durante a Batalha das Ilhas Santa Cruz na Segunda Guerra Mundial.